# دشيرة مزكالية
دشيرة مزكالية (الاسم العلمي:Dasychira mescalera) هي نوع من الحشرات تتبع جنس الدشيرة من الفصيلة الأربوسية.